# Cayman Islands Regiment
 (octobre 2024).
La mise en forme du texte ne suit pas les recommandations de Wikipédia : il faut le « wikifier ».
Les points d'amélioration suivants sont les cas les plus fréquents :
- Les titres sont pré-formatés par le logiciel. Ils ne sont ni en capitales, ni en gras.
- Le texte ne doit pas être écrit en capitales (les noms de famille non plus), ni en gras, ni en italique, ni en « petit »…
- Le gras n'est utilisé que pour surligner le titre de l'article dans l'introduction, une seule fois.
- L'italique est rarement utilisé : mots en langue étrangère, titres d'œuvres, noms de bateaux, etc.
- Les citations ne sont pas en italique mais en corps de texte normal. Elles sont entourées par des guillemets français : « et ».
- Les listes à puces sont à éviter, des paragraphes rédigés étant largement préférés. Les tableaux sont à réserver à la présentation de données structurées (résultats, etc.).
- Les appels de note de bas de page (petits chiffres en exposant, introduits par l'outil «  Source ») sont à placer entre la fin de phrase et le point final[comme ça].
- Les liens internes (vers d'autres articles de Wikipédia) sont à choisir avec parcimonie. Créez des liens vers des articles approfondissant le sujet. Les termes génériques sans rapport avec le sujet sont à éviter, ainsi que les répétitions de liens vers un même terme.
- Les liens externes sont à placer uniquement dans une section « Liens externes », à la fin de l'article. Ces liens sont à choisir avec parcimonie suivant les règles définies. Si un lien sert de source à l'article, son insertion dans le texte est à faire par les notes de bas de page.
- La présentation des références doit suivre les conventions bibliographiques. Il est recommandé d'utiliser les modèles {{Ouvrage}}, {{Chapitre}}, {{Article}}, {{Lien web}} et/ou {{Bibliographie}}. Le mode d'édition visuel peut mettre en forme automatiquement les références.
- Insérer une infobox (cadre d'informations à droite) n'est pas obligatoire pour parachever la mise en page.

Pour une aide détaillée, merci de consulter Aide:Wikification.
Si vous pensez que ces points ont été résolus, vous pouvez retirer ce bandeau et améliorer la mise en forme d'un autre article.
Régiment des îles Caïmans
Le Cayman Islands Regiment (CIR, Régiment des îles Caïmans) est une unité de défense territoriale de la British Army basée sur le territoire britannique d'outre-mer des Îles Caïmans en Mer des Caraïbes

## Historique
À la suite des ouragans de plus en plus fréquents touchants les Antilles dans les années 2010, le gouvernement du Royaume-Uni, à la demande des autorités locales, annonce la création en 2019 de régiments destinés à la sécurité et protection civile des territoires des Caïmans et des Îles Turques-et-Caïques,,.
La première sélection et formation des recrues avec d'instructeurs venus d'unités de Grande-Bretagne a eu lieu en juin 2020, la deuxième a suivi en octobre 2020 et le troisième cycle en novembre 2021.

## Organisation
Bien que nommé régiment pour raisons administratives, il a un effectif autorisé à sa formation d'une compagnie de 175 personnes. Il en aligné 91 en mars 2022 et atteint son effectif fin 2022.
Il s'agit d'une unité d'infanterie légère essentiellement destiné à porter secours et assistance en cas de sinistre.
Il reçoit des véhicules, essentiellement de seconde main, à partir de 2021 :
- 4 véhicules tout-terrains Toyota Hilux
- 5 camions MAN SV MAN HX60
- 3 camions moyens Foden Trucks
- 3 ambulances 4×4 Unimog U1300L
- 1 chargeur sur pneus Volvo
- 1 tractopelle J. C. Bamford Excavators
- 2 cuisines de campagne TFK 250
- 2 buanderies de campagne SERT RLS 2000

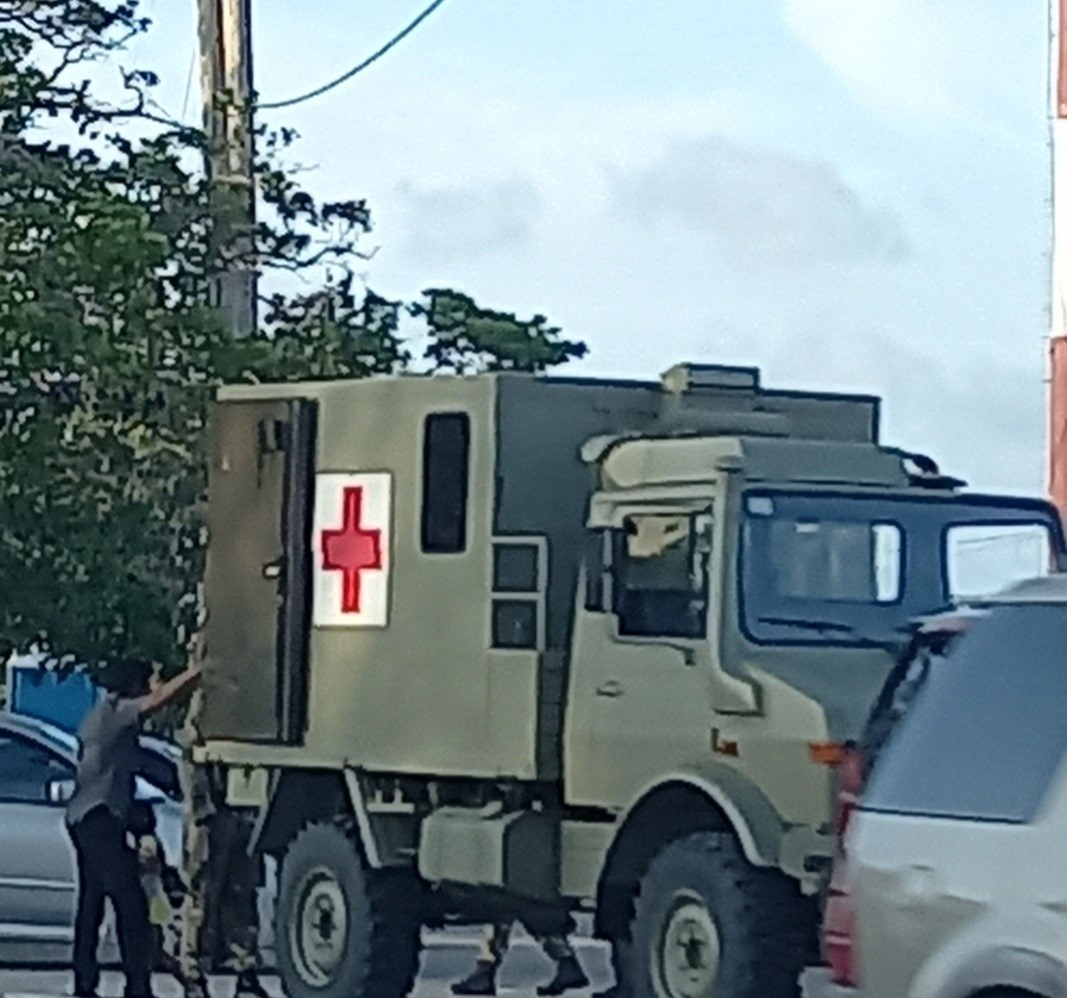
Ambulance Unimog du CIR après le passage d'un ouragan en 2021.
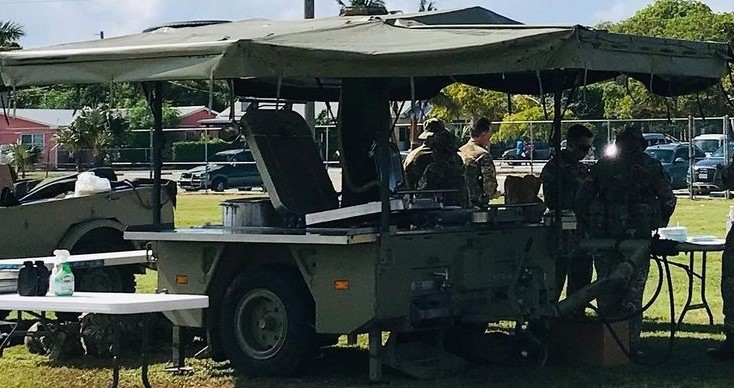
Cuisine de campagne TFK 250 du régiment.